# Теби (Шведска)
Теби (швед. Täby) град је у Шведској, у крајње источном делу државе. Град је у оквиру Стокхолмског округа, је значајно предграђе града Стокхолма. Теби је истовремено и седиште истоимене општине.

## Природни услови
Град Теби се налази у крајње источном делу Шведске и Скандинавског полуострва. Од главног града државе, Стокхолма, град је удаљен 15 км северно.
Теби се развило у области источног Упланда. Градско подручје је равничарско до бреговито. Надморска висина града је 0-40 м. Град се налази на обали Балтичког мора, чија је обала овде веома разуђена, па око града има низ острва, полуострва и залива. То је подручје Стокхолмског архипелага.

## Историја
Подручје Тебија било насељено још у време средњег века. С до средине 20. века то је село без већег значаја.
После Другог светског рата управа града Стокхолма је пар деценија спроводила јак и брз развој предграђа у циљу растерећења самог града. Тако је настао и данашњи Теби, који својом величином спада у највећа предграђа.

## Становништво
Теби је данас насеље средње величине за шведске услове. Град има око 61.000 становника (податак из 2010. г.), а градско подручје, тј. истоимена општина има око 65.000 становника (податак из 2012. г.). Последњих деценија број становника у граду расте.
До средине 20. века Теби су насељавали искључиво етнички Швеђани. Међутим, са јачањем усељавања у Шведску, становништво града је веома шаролико.
Општина Теби је позната као стециште богатог становништва.

## Збирка слика
- Стамбени блокови Тебија
- Главна градска црква
- Тржни центар „Теби“
- Једна од симбола града - Састахолмски дворац